# 風の無法者
『風の無法者』（かぜのむほうもの、原題: Al Di là della legge）は、ジョルジオ・ステガーニ監督によるマカロニ・ウェスタン。

## キャスト
- リー・ヴァン・クリーフ
- アントニオ・サバト
- バッド・スペンサー
- ライオネル・スタンダー
- ゴードン・ミッチェル
- グラッツィエタ・グラナータ